# Bethesda (Gwynedd)
Pour les articles homonymes, voir Bethesda.
Bethesda est une ville et une communauté du Gwynedd, au pays de Galles.

## Toponymie
La ville doit son nom à la chapelle non-conformiste autour de laquelle elle s'est développée. Cette chapelle, fondée en 1820, tire quant à elle son nom de la piscine de Bethesda, théâtre d'un miracle de Jésus-Christ relaté dans le Nouveau Testament.

## Géographie
Bethesda est située dans le nord du Gwynedd, sur la rive droite de l'Ogwen (en), à 8 km au sud-est de Bangor. La route A5 longe la ville au sud.
La communauté de Bethesda comprend aussi les villages et hameaux de Braichmelyn et Rachub (en).
La carrière d'ardoise de Penrhyn se trouve au sud de la ville.

## Démographie
Au recensement de 2011, la communauté de Bethesda comptait 4 735 habitants.